# Giro del Delfinato 1985
Il Giro del Delfinato 1985, trentasettesima edizione della corsa, si svolse dal 27 maggio al 3 giugno su un percorso di 1218 km ripartiti in 9 tappe più un cronoprologo, con partenza da Annemasse e arrivo ad Avignone. Fu vinto dall'australiano Phil Anderson della Panasonic davanti all'olandese Steven Rooks e al francese Pierre Bazzo.

## Tappe
| Tappa  | Data      | Percorso                                  | km   | Vincitore di tappa          | Leader cl. generale |
| ------ | --------- | ----------------------------------------- | ---- | --------------------------- | ------------------- |
| Prol.  | 27 maggio | Annemasse > Annemasse (cron. individuale) | 4,25 | Stephen Roche               | Stephen Roche       |
| 1ª     | 28 maggio | Annemasse > Aix-les-Bains                 | 86   | Noël Segers                 | Joël Pelier         |
| 2ª     | 28 maggio | Aix-les-Bains > Ambérieu-en-Bugey         | 91   | Phil Anderson               | Joël Pelier         |
| 3ª     | 29 maggio | Ambérieu-en-Bugey > Firminy               | 170  | Carlos Mario Jaramillo Mesa | Kim Andersen        |
| 4ª     | 30 maggio | Firminy > Charolles                       | 182  | Benny Van Brabant           | Kim Andersen        |
| 5ª     | 31 maggio | Cluny > Rillieux-la-Pape                  | 164  | Jean-René Bernaudeau        | Steven Rooks        |
| 6ª     | 1º giugno | Villefontaine > Grenoble                  | 207  | Pierre Bazzo                | Pierre Bazzo        |
| 7ª     | 2 giugno  | Grenoble > Gap                            | 173  | Steven Rooks                | Pierre Bazzo        |
| 8ª     | 3 giugno  | Serres > Orange                           | 107  | Benny Van Brabant           | Pierre Bazzo        |
| 9ª     | 3 giugno  | Orange > Avignone (cron. individuale)     | 34,1 | Stephen Roche               | Phil Anderson       |
| Totale | Totale    | Totale                                    | 1218 |                             |                     |

## Dettagli delle tappe

### Prologo
- 27 maggio: Annemasse > Annemasse (cron. individuale) – 4,25 km

| Pos. | Corridore           | Squadra     | Tempo |
| ---- | ------------------- | ----------- | ----- |
| 1    | Stephen Roche       | La Redoute  | 4'59" |
| 2    | Pascal Jules        | Renault-Elf | a 4"  |
| 3    | Jesús Blanco Villar | Teka        | a 5"  |

| Pos. | Corridore           | Squadra     | Tempo |
| ---- | ------------------- | ----------- | ----- |
| 1    | Stephen Roche       | La Redoute  | 4'59" |
| 2    | Pascal Jules        | Renault-Elf | a 4"  |
| 3    | Jesús Blanco Villar | Teka        | a 5"  |

### 1ª tappa
- 28 maggio: Annemasse > Aix-les-Bains – 86 km

| Pos. | Corridore    | Squadra      | Tempo    |
| ---- | ------------ | ------------ | -------- |
| 1    | Noël Segers  | Tonissteiner | 2h01'23" |
| 2    | Joël Pelier  | Skil         | s.t.     |
| 3    | Steven Rooks | Panasonic    | s.t.     |

| Pos. | Corridore    | Squadra    | Tempo    |
| ---- | ------------ | ---------- | -------- |
| 1    | Joël Pelier  | Skil       | 2h06'25" |
| 2    | Steven Rooks | Panasonic  | a 4"     |
| 3    | Jerome Simon | La Redoute | a 9"     |

### 2ª tappa
- 28 maggio: Aix-les-Bains > Ambérieu-en-Bugey – 91 km

| Pos. | Corridore        | Squadra       | Tempo    |
| ---- | ---------------- | ------------- | -------- |
| 1    | Phil Anderson    | Panasonic     | 2h05'41" |
| 2    | Steve Bauer      | La Vie Claire | s.t.     |
| 3    | Pierre Le Bigaut | La Redoute    | s.t.     |

| Pos. | Corridore    | Squadra    | Tempo    |
| ---- | ------------ | ---------- | -------- |
| 1    | Joël Pelier  | Skil       | 4h12'03" |
| 2    | Steven Rooks | Panasonic  | a 4"     |
| 3    | Jerome Simon | La Redoute | a 9"     |

### 3ª tappa
- 29 maggio: Ambérieu-en-Bugey > Firminy – 170 km

| Pos. | Corridore                   | Squadra       | Tempo    |
| ---- | --------------------------- | ------------- | -------- |
| 1    | Carlos Mario Jaramillo Mesa | Varta         | 3h38'44" |
| 2    | Kim Andersen                | La Vie Claire | s.t.     |
| 3    | Benny Van Brabant           | Tonissteiner  | a 55"    |

| Pos. | Corridore    | Squadra       | Tempo    |
| ---- | ------------ | ------------- | -------- |
| 1    | Kim Andersen | La Vie Claire | 7h51'30" |
| 2    | Joël Pelier  | Skil          | a 12"    |
| 3    | Steven Rooks | Panasonic     | a 16"    |

### 4ª tappa
- 30 maggio: Firminy > Charolles – 182 km

| Pos. | Corridore         | Squadra      | Tempo    |
| ---- | ----------------- | ------------ | -------- |
| 1    | Benny Van Brabant | Tonissteiner | 4h29'05" |
| 2    | Phil Anderson     | Panasonic    | s.t.     |
| 3    | Noël Dejonckheere | Teka         | s.t.     |

| Pos. | Corridore    | Squadra       | Tempo     |
| ---- | ------------ | ------------- | --------- |
| 1    | Kim Andersen | La Vie Claire | 12h20'43" |
| 2    | Joël Pelier  | Skil          | a 4"      |
| 3    | Steven Rooks | Panasonic     | a 8"      |

### 5ª tappa
- 31 maggio: Cluny > Rillieux-la-Pape – 164 km

| Pos. | Corridore            | Squadra      | Tempo    |
| ---- | -------------------- | ------------ | -------- |
| 1    | Jean-René Bernaudeau | Fagor        | 4h19'41" |
| 2    | Steven Rooks         | Panasonic    | a 1"     |
| 3    | Benny Van Brabant    | Tonissteiner | a 3"     |

| Pos. | Corridore    | Squadra       | Tempo     |
| ---- | ------------ | ------------- | --------- |
| 1    | Steven Rooks | Panasonic     | 16h40'27" |
| 2    | Kim Andersen | La Vie Claire | a 1"      |
| 3    | Joël Pelier  | Skil          | a 10"     |

### 6ª tappa
- 1º giugno: Villefontaine > Grenoble – 207 km

| Pos. | Corridore              | Squadra   | Tempo    |
| ---- | ---------------------- | --------- | -------- |
| 1    | Pierre Bazzo           | Fagor     | 6h34'48" |
| 2    | Phil Anderson          | Panasonic | a 3'17"  |
| 3    | Herman Loayza Martinez | Varta     | a 3'41"  |

| Pos. | Corridore    | Squadra | Tempo     |
| ---- | ------------ | ------- | --------- |
| 1    | Pierre Bazzo | Fagor   | 23h16'41" |

### 7ª tappa
- 2 giugno: Grenoble > Gap – 173 km

| Pos. | Corridore                   | Squadra   | Tempo    |
| ---- | --------------------------- | --------- | -------- |
| 1    | Steven Rooks                | Panasonic | 5h11'04" |
| 2    | Pablo Emilio Wilches Tumbia | Varta     | a 1'48"  |
| 3    | Sean Kelly                  | Skil      | a 2'20"  |

| Pos. | Corridore     | Squadra   | Tempo     |
| ---- | ------------- | --------- | --------- |
| 1    | Pierre Bazzo  | Fagor     | 28h31'56" |
| 2    | Steven Rooks  | Panasonic | a 3"      |
| 3    | Phil Anderson | Panasonic | a 46"     |

### 8ª tappa
- 3 giugno: Serres > Orange – 107 km

| Pos. | Corridore         | Squadra       | Tempo    |
| ---- | ----------------- | ------------- | -------- |
| 1    | Benny Van Brabant | Tonissteiner  | 2h22'12" |
| 2    | Steve Bauer       | La Vie Claire | s.t.     |
| 3    | Sean Kelly        | Skil          | s.t.     |

| Pos. | Corridore     | Squadra   | Tempo     |
| ---- | ------------- | --------- | --------- |
| 1    | Pierre Bazzo  | Fagor     | 30h59'13" |
| 2    | Steven Rooks  | Panasonic | a 3"      |
| 3    | Phil Anderson | Panasonic | a 46"     |

### 9ª tappa
- 3 giugno: Orange > Avignone (cron. individuale) – 34,1 km

| Pos. | Corridore            | Squadra    | Tempo  |
| ---- | -------------------- | ---------- | ------ |
| 1    | Stephen Roche        | La Redoute | 42'53" |
| 2    | Jean-René Bernaudeau | Fagor      | a 44"  |
| 3    | Bert Oosterbosch     | Panasonic  | a 56"  |

| Pos. | Corridore     | Squadra   | Tempo     |
| ---- | ------------- | --------- | --------- |
| 1    | Phil Anderson | Panasonic | 31h44'07" |
| 2    | Steven Rooks  | Panasonic | a 24"     |
| 3    | Pierre Bazzo  | Fagor     | a 27"     |

## Classifiche finali

### Classifica generale
| Pos. | Corridore                   | Squadra                    | Tempo     |
| ---- | --------------------------- | -------------------------- | --------- |
| 1    | Phil Anderson               | Panasonic                  | 31h44'07" |
| 2    | Steven Rooks                | Panasonic                  | a 24"     |
| 3    | Pierre Bazzo                | Fagor                      | a 27"     |
| 4    | Kim Andersen                | La Vie Claire Wonder-Radar | a 4'33"   |
| 5    | Pablo Emilio Wilches Tumbia | Varta-Cafe de Colombia     | a 6'33"   |
| 6    | Éric Caritoux               | Skil-SEM-KAS-Miko          | a 7'37"   |
| 7    | Herman Loayza Martinez      | Varta-Cafe de Colombia     | a 7'43"   |
| 8    | Peter Winnen                | Panasonic                  | a 8'34"   |
| 9    | Robert Millar               | Peugeot-Shell-Michelin     | a 9'17"   |
| 10   | Dominique Garde             | Skil-SEM-KAS-Miko          | a 15'46"  |